# Distrito de Parques Regionales del Este de la Bahía
El Distrito de Parques Regionales del Este de la Bahía (East Bay Regional Park District, EBRPD) es un distrito especial que opera en el Condado de Alameda y el Condado de Contra Costa, California, en el Este de la Bahía en el Área de la Bahía de San Francisco. El distrito mantiene y opera un sistema de parques regionales que es el distrito urbano de parques regionales más grande de los Estados Unidos.
A partir de 2012, el Distrito abarca más que 112.000 acres con 65 parques y más que 1.200 millas de senderos. Algunos de estos parques son áreas silvestres; otros incluyen una variedad de atracciones para los visitantes, con oportunidades para la natación, para la navegación, y para acampar. Las 1.100 millas de senderos son frecuentemente usadas para air en bicicleta, para excursionismo, y para montar a caballo. Además, cerca de 150 millas de senderos pavimentados a través de áreas urbanas vinculan estos parques juntos.

## Historia
El distrito fue fundado en 1934, y adquirió su tierra dos años después, cuando el Distrito de Utilidades Municipales del Este de la Bahía vendió 2.166 acres de su tierra sobrante. Los fundadores del Distrito fueron Robert Sibley, un entusiasta del senderismo, y Hollis Thompson, de entonces el Administrador de la Ciudad de Berkeley.

## Parques notables
Los parques administrados por el Distrito varían mucho en tamaño y carácter. Particularmente notable es la cadena de parques a lo largo de las Colinas de Berkeley arriba y al este de Berkeley y Oakland.
También hay parques en las orillas de la Bahía.
El Distrito también incluye una antigua granja, una antigua mina de carbón, un volcán extinto, y uno de los mayores parques de paseo de perros en el país. Uno de los parques del Distrito, Parque Regional Redwood, contiene la mayor base natural restante de la costa de la secuoya en el Este de la Bahía.

## Seguridad pública y el apoyo
El Distrito mantiene un departamento de policía y un departamento de bomberos.
El Distrito es apoyado por la Fundación de Parques Regionales (Regional Parks Foundation), que recauda fondos para la mejora de los parques. El Distrito de Parques Regionales del Este de la Bahía es un miembro del Concilio del Espacio Abierto del Área de la Bahía.